# Stephen Gray
Stephen Gray (prosinec 1666 Canterbury – 7. února 1736 Londýn) byl anglický fyzik a astronom. Jako první systematicky zkoumal elektrickou vodivost a rozlišil přitom vodiče a nevodiče. Jako první též prokázal - při spolupráci s Granville Whelerem - přenos elektřiny na vzdálenost, konkrétně asi 230 metrů, a objevil také elektrickou indukci. Je po něm pojmenována jednotka dávky záření (značka Gy). V letech 1731 a 1732 získal Copleyho medaili.